# Круг (фильм, 1966)
«Круг» — советский чёрно-белый художественный фильм, снятый в 1966 году режиссёром Дамиром Салимовым на киностудии «Узбекфильм».
Премьера фильма состоялась 15 сентября 1967 года.

## Сюжет
Мальчик Мурат вырастил скакуна по имени Алмаз, который был увезен на ипподром. Увидев жестокое обращение с ним, Мурат уводит Алмаза обратно на родное пастбище.

## В ролях
- Марат Мухамеджанов — мальчик
- Т. Корабеков — старик
- А. Романов — жокей
- Эргаш Каримов — молодой табунщик
- Светлана Аникина — эпизод
- Роза Исмаилова — эпизод
- Гияс Шермухамедов — учитель
- Тургун Захидов — эпизод

## Съёмочная группа
- Автор сценария и режиссёр-постановщик: Дамир Салимов
- Оператор: Давран Салимов
- Художник: Евгений Пущин
- Композитор: Румиль Вильданов
- Звукооператор: Карим Бурибаев
- Режиссёр: Гияс Шермухамедов
- Монтаж: Г. Панн
- Ассистенты режиссёра: М. Валидов, М. Закиров
- Ассистенты оператора: Н. Герасимов, В. Шугаев
- Комбинированные съёмки:
  - Оператор: М. Пономарев
  - Художник: Х. Рашитов
- Консультант: А. Ковшов
- Редактор: О. Хмельницкая
- Директор картины: Г. Аванесов